# Dahlem-Dorf
Dahlem-Dorf is een station van de metro van Berlijn, gelegen aan de Königin-Luise-Straße in het centrum van het Berlijnse stadsdeel Dahlem. Het metrostation werd geopend op 12 oktober 1913 aan het eerste deel van de Wilmersdorf-Dahlemer U-Bahn, de huidige lijn U3. In de directe omgeving van station Dahlem-Dorf bevinden zich onder meer de Freie Universität, het openluchtmuseum Domäne Dahlem en het Museumszentrum Berlin-Dahlem.
De naam van het station ("Dahlem-dorp") verraadt het oorspronkelijk zeer landelijke karakter van de omgeving. Doordat Dahlem ten tijde van de opening van Wilmersdorf-Dahlemer U-Bahn nog grotendeels onbebouwd was, trok de lijn slechts weinig reizigers en werden er grote verliezen geleden. In station Fehrbelliner Platz moest men dan ook op kortere treinen richting Thielplatz overstappen. Het gebied is inmiddels ontwikkeld en de nabijheid van de Freie Universität zorgt voor een grote toeloop van reizigers naar station Dahlem-Dorf.

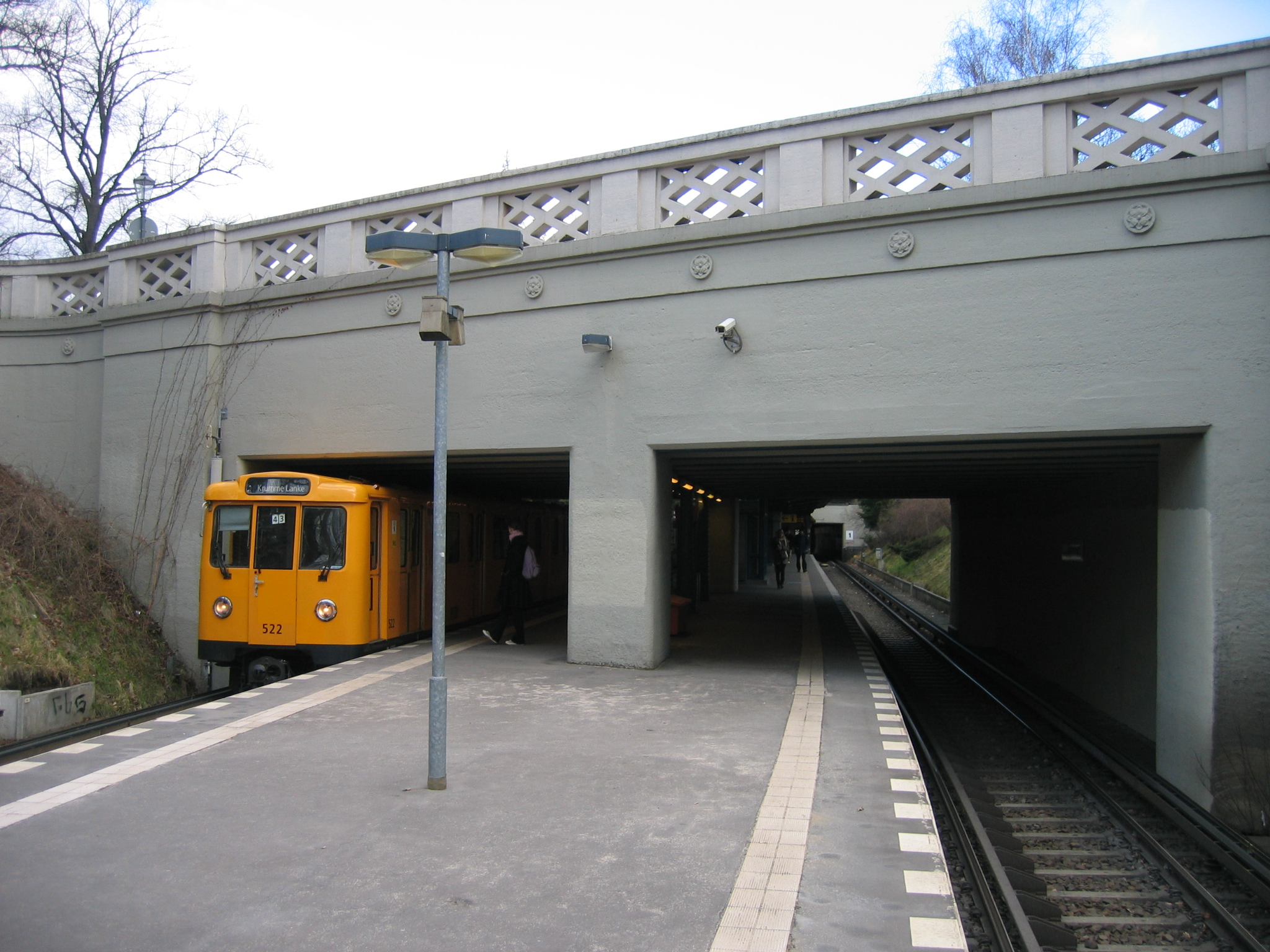
Trein richting Krumme Lanke bij de westelijke uitgang

Het metrostation is gelegen in een uitgraving en heeft een eilandperron. Aan de noordzijde van het station leiden trappen naar het aan de Königin-Luise-Straße gelegen toegangsgebouw. Dit vakwerkgebouw in Noord-Duitse landhuisstijl met rieten dak werd ontworpen door Friedrich en Wilhelm Hennings. Vanwege de voorname locatie van het station, op een voormalig koninklijk domein, bemoeide keizer Wilhelm II zich persoonlijk met het ontwerp. Het interieur van de stationshal doet door het beschilderde houten dak eerder aan een jachtslot denken dan aan een metrostation. Toch past het gebouw, dat op de monumentenlijst is opgenomen, goed in de omgeving, die door het openluchtmuseum en villawijken nog steeds landelijk aandoet.
Van later datum is de uitgang aan de westzijde van het station, bij het viaduct van de Fabeckstraße. Hier bevindt zich tevens een lift.
In 1980 brandde het monumentale stationsgebouw bijna volledig af, waarna het een jaar later getrouw aan het origineel werd herbouwd.